# Edson (football, 1962)
Pour les articles homonymes, voir Edson.
Edson Aparecido de Souza dit Edson est un footballeur brésilien né le 29 novembre 1962.